# Janet Akyüz Mattei
Janet Akyüz Mattei (Bodrum, 2 januari 1943 - Boston, 22 maart 2004) was een Turks-Amerikaanse astronoom, die van 1973 tot 2004 directeur was van de American Association of Variable Star Observers (AAVSO).
Mattei werd geboren in Bodrum, Turkije, als dochter van Bella en Baruk Akyüz in een Turks-Joodse familie. Ze volgde een opleiding aan het American Collegiate Institute in İzmir. Ze kwam naar de Verenigde Staten voor universitaire studies en ging naar de Brandeis-universiteit in Waltham voor de Wien studiebeurs. Later kreeg ze een baan aangeboden door Dorrit Hoffleit op het Maria Mitchell Observatorium in Nantucket, Massachusetts.
Mattei stierf aan leukemie in maart 2004 in Boston.

## Werk en opleiding
Mattei werkte van 1970 tot 1972 bij Leander McCormick Observatory in Charlottesville, Virginia en ontving haar Master of Arts in astronomie van de Universiteit van Virginia in 1972 en haar doctoraat in astronomie van Ege University in Izmir, Turkije, 1982.

## AAVSO
Als hoofd van de AAVSO verzamelde ze ruim 30 jaar lang waarnemingen van veranderlijke sterren door amateurastronomen uit de hele wereld. Ze coördineerde vele belangrijke observatieprogramma's tussen amateur-waarnemers en professionele astronomen. Ze was ook zeer geïnteresseerd in onderwijs en studentenwetenschappelijke projecten.

## Prijzen
- de Centennial Medal van de Société Astronomique de France, 1987
- George Van Biesbroeck-prijs, American Astronomical Society, 1993
- Leslie Peltier Award, Astronomical League, 1993
- de eerste Giovanni Battista Lacchini Award voor samenwerking met amateurastronomen, Unione Astrofili Italiani, 1995
- de Jackson-Gwilt-medaille van de Royal Astronomical Society, 1995

Als herdenking is de planetoïde 11695 Mattei genoemd naar haar.
- Bibliothèque nationale de France: cb12384911q (data)
- International Standard Name Identifier: 0000 0001 1770 2728
- Library of Congress Control Number: n86017181
- Nationale Bibliotheek van Tsjechië: mub20201076809
- Système universitaire de documentation: 150249012
- Virtual International Authority File: 73934484
- WorldCat: E39PBJfRHrmfTRQ3wtt7JtMQMP